# Taufiq Ismail
Taufiq Ismail, né le 25 juin 1935 à Bukittinggi, est un écrivain indonésien.
En 1994, Il reçoit le prix des écrivains de l'Asie du Sud-Est pour l'Indonésie (SEA Write Award, l'équivalent du prix Goncourt en Asie du Sud-Est).

## Biographie
Né à Bukittinggi et élevé à Pekalongan, il a grandi dans une famille d'enseignant et de journaliste amateurs de lecture. Envisageant une carrière de journaliste dès le lycée il choisit de devenir vétérinaire et spécialiste de l'élevage dans le but de posséder sa propre entreprise d'élevage et de financer ainsi ses projets littéraires. Diplômé, en 1963, de la ((id)) FKHP-UI⇔faculté de médecine vétérinaire et d'élevage de l'Université d'Indonésie de Bogor, au sein de laquelle il occupera des fonctions de direction dans les organes représentatifs étudiants, il échouera à lancer son exploitation qu'il projetait d'installer sur une île du détroit de Malacca.
À Bogor il enseigne à ((id)) SKP Pamekar⇔, en lycée ainsi qu'à l’Institut Pertanian Bogor (Institut d'agriculture de Bogor). Pour avoir signé le Manifeste Culturel, il ne peut, en 1964, poursuivre ses études d'administration en Floride et perd son poste d'enseignant à l'IPB[citation nécessaire]. Il écrit ensuite dans différents médias, devient journaliste et participe, en 1966 à la fondation du magazine Horison et en 1969 à celle du Conseil Culturel de Jakarta dont il devint l'un des dirigeants. Il fut également directeur du Taman Ismail Marzuki, recteur de l'Institut des arts de Jakarta et responsable des relations extérieures d'Unilever. Lui-même bénéficiaire d'une bourse octroyée par AFS, il siègera au conseil d'administration de la fondation Bina Antarbudaya, organisation représentant AFS en Indonésie. Il sera également élu au conseil d'administration d'AFSIS à New York, auquel il siègera de 1974 à 1976.

## Œuvre
Considéré par HB Jassin comme un poète de la Génération '66, ce que lui-même conteste, il a écrit de nombreux recueils de poésie. Un grand nombre de ses poésies seront chantées par le groupe Bimbo et lui-même écrira, en collaboration avec eux, d'autres textes.
- (id) (id) Prahara Budaya:kilas-balik ofensif Lekra/PKI dkk.:kumpulan dokumen pergolakan sejarah, Bandung, Mizan et H.U. Republika, 1995, 469 p. (ISBN 979-433-064-7)
- (id) (id) Seulawah:antologi sastra Aceh sekilas pintas, Jakarta, Yayasan Nusantara, 1995, 727 p. (ISBN 979-888900-2)
- (id) (id) Katastrofi mendunia: marxisma, leninisma, stalinisma, maoisma, narkoba, Jakarta, Yayasan Titik Infinitum, 2004, 348 p. (ISBN 979-98857-0-1)